# Curt-Christoph von Pfuel
Curt-Christoph Alexander Graf Bruges-von Pfuel (geboren von Pfuel * 2. September 1907 in Berlin; † 5. August 2000 in Bonn) war ein deutscher Jurist, leitendes Mitglied des Deutschen Bauernverbands, deutscher Repräsentant der Presse- und Informationsabteilung des Europarates sowie letzter Fideikommiss-Herr auf Jahnsfelde.

## Herkunft
Pfuel stammte aus dem alten in Jahnsfelde in der Märkischen Schweiz ansässigen Adelsgeschlecht von Pfuel. Er war der Sohn des Dragoner-Rittmeisters Heino Friedrich (1871–1916, im Ersten Weltkrieg tödlich verwundet) und der Leopoldine (Leonie) von Rohr (1876–1941). Sein Großvater, der Ritterschaftsdirektor Alexander Friedrich von Pfuel (1825–1898), war der Sohn des Generalleutnants Friedrich Heinrich Ludwig von Pfuel, Bruder des preußischen Premierministers Ernst von Pfuel, und der Klara Maria, geb. von Rochow (1796–1865), Tochter der Caroline de la Motte Fouqué. Gustav von Pfuel, der Bruder seines Großvaters, war der Schwiegervater des Reichskanzlers Theobald von Bethmann Hollweg. Pfuels Großmutter Anna (1835–1918) war die Tochter des preußischen Generalintendanten der Schauspiele und der Museen Karl Graf von Brühl und der Gräfin Jenny geborene von Pourtalès (1795–1884) sowie die Enkeltochter des Hanns Moritz und der Christina von Brühl. Der kurfürstlich-sächsische und königlich-polnische Premierminister Heinrich Reichsgraf von Brühl und seine Frau Maria Anna Franziska Gräfin von Kolowrat-Krakowsky (1717–1762) waren ihre Urgroßeltern. Pfuels Ururgroßvater Ludwig von Pfuel war Hofmarschall des Prinzen Friedrich Wilhelm von Preußen.

## Leben

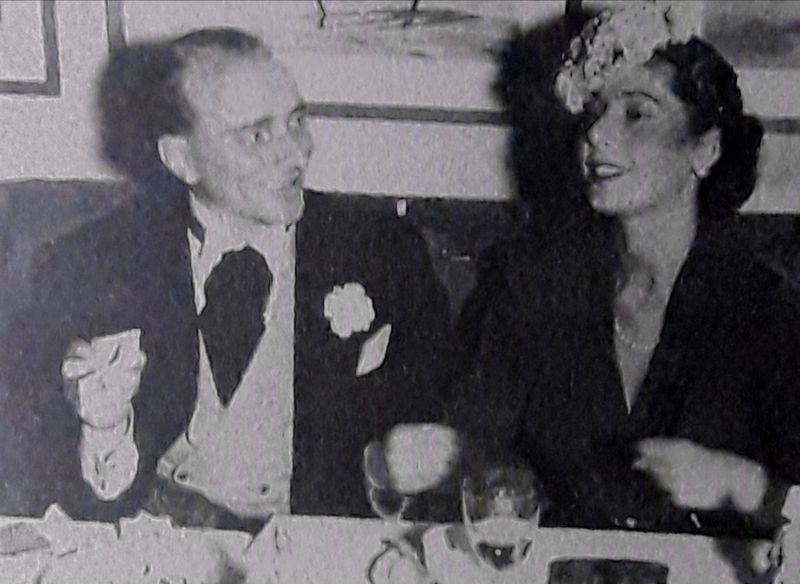
Curt-Christoph von Pfuel und Prinzessin Irena Wassiltschikow, Berlin, 1940

Nach dem frühen Tod des Vaters trat Pfuel 1922 in das Adelsinternat der Ritterakademie am Dom Brandenburg ein, die schon sein Vater besucht hatte. Nach dem Abitur studierte er Rechts- und Nationalökonomie in Lausanne, Genf, Paris, London, Wien, Berlin und Göttingen. Das Referendariat absolvierte er in Celle, trat dann in den preußischen Staatsdienst und wurde Assessor in Berlin.
Während des Zweiten Weltkrieges war von Pfuel im diplomatischen Dienst und bei der Abwehr tätig. Nach Entlassung aus der Kriegsgefangenschaft war er von Ende 1945 bis 1949 Dezernent für Presse, Wirtschaft und Staatsangehörigkeitsfragen beim Regierungspräsidenten in Lüneburg, anschließend Leiter der Presse- und Informationsstelle des Deutschen Bauernverbandes. Seit der Mitgliedschaft der Bundesrepublik Deutschland im Europarat 1951 war Pfuel deutscher Repräsentant der Presse- und Informationsabteilung des Europarates. In den fünfziger Jahren wirkte er zudem als Bundesgeschäftsführer des Vertriebenenverbands Vereinigte Landsmannschaften der Sowjetzone (VLS) unter dem Vorsitzenden Walter von Keudell.
Curt-Christoph von Pfuel war der letzte Fideikommiss-Herr auf Jahnsfelde. Das Gut hatte 1929 eine Größe von 1061 ha; davon waren 354 ha Wald, während der größte Teil landwirtschaftlich genutzt wurde. 1945 wurde das Rittergut samt Schloss im Zuge der Bodenreform entschädigungslos enteignet und die Familie von Pfuel vertrieben.
Pfuel starb am 5. August 2000 in Bonn. Er wurde in dem Familienbegräbnis in Jahnsfelde beigesetzt.

## Familie
Seit 1943 führte Curt-Christoph von Pfuel den Namen Graf Bruges-von Pfuel, nachdem er als Adoptivsohn der Apollonia Gräfin von Bruges († 1944) deren Namen angenommen hatte.
Pfuel heiratete 1941 Blanche Rose Freiin Geyr von Schweppenburg (* 24. März 1918; † 21. Mai 2003), Tochter des Generals der Panzertruppe Leo Geyr von Schweppenburg, mit der er drei Kinder hatte: die Tochter Inez, den Sohn Friedrich-Christian (* 1942), der von 1999 bis 2005 mit Stephanie, Tochter des SS-Sturmbannführers Karl Freiherr Michel von Tüßling verheiratet war, sowie die Tochter Alexandra (* 1941). Sie war die Ehefrau des Politikers (FDP) und Fabrikanten Wolfgang Hoesch (1941–2011), Urenkel des Mitbegründers der Hoesch AG Viktor Hoesch, und ist Mutter des Filmproduzenten Leopold Hoesch.
Pfuels Schwester Anna-Elisabeth (1909–2005) heiratete Julius Freiherr von dem Bussche-Haddenhausen, Bruder der Gosta von dem Bussche-Haddenhausen (1902–1996), Großmutter des niederländischen Königs Willem-Alexander. Seine Schwester Dorothea (1911–1982) heiratete 1940 den Industriellen (Röchling) Achim von Mosch (1898–1945), einen Neffen von Hermann Röchling und Enkel von Carl Röchling, der während des Prager Aufstands starb. Seine Schwester Sieghild (1915–1941) heiratete Christoph Freiherr von Manteuffel (1912–1941), Oberleutnant, vor Moskau gefallen.

## Auszeichnungen und Ehrungen
- Pfuel war seit 1937 Ehrenritter des Johanniterordens und Mitglied der Brandenburgischen Provinzialgenossenschaft.[8]

## Schriften
- Wiener Kongreß – Versailler Vertrag, ein Vergleich, Verlag für Staatswissenschaften und Geschichte, Berlin 1934.
- Multilaterale Entwicklungshilfe (Versuch einer Analyse), der Serie: Rednerdienst zur Problematik der Entwicklungspolitik für Vortrag, Unterricht, Diskussion, Deutsche Stiftung für Entwicklungsländer, Bonn 1965.
- Das Abenteuer von Helsinki – Chancen und Gefahren einer Konferenz über Sicherheit und Zusammenarbeit in Europa, v. Hase & Koehler Verlag, Mainz 1973. ISBN 3-7758-0855-8.
- Eine Zukunft für unsere Vergangenheit: über das Europäische Denkmalschutzjahr 1975, in: Aus Politik und Zeitgeschichte, Bundeszentrale für politische Bildung, Bonn 1975.